# Rue de Furstemberg
La rue de Furstemberg est une voie située dans le quartier Saint-Germain-des-Prés du 6e arrondissement de Paris.

## Origine du nom

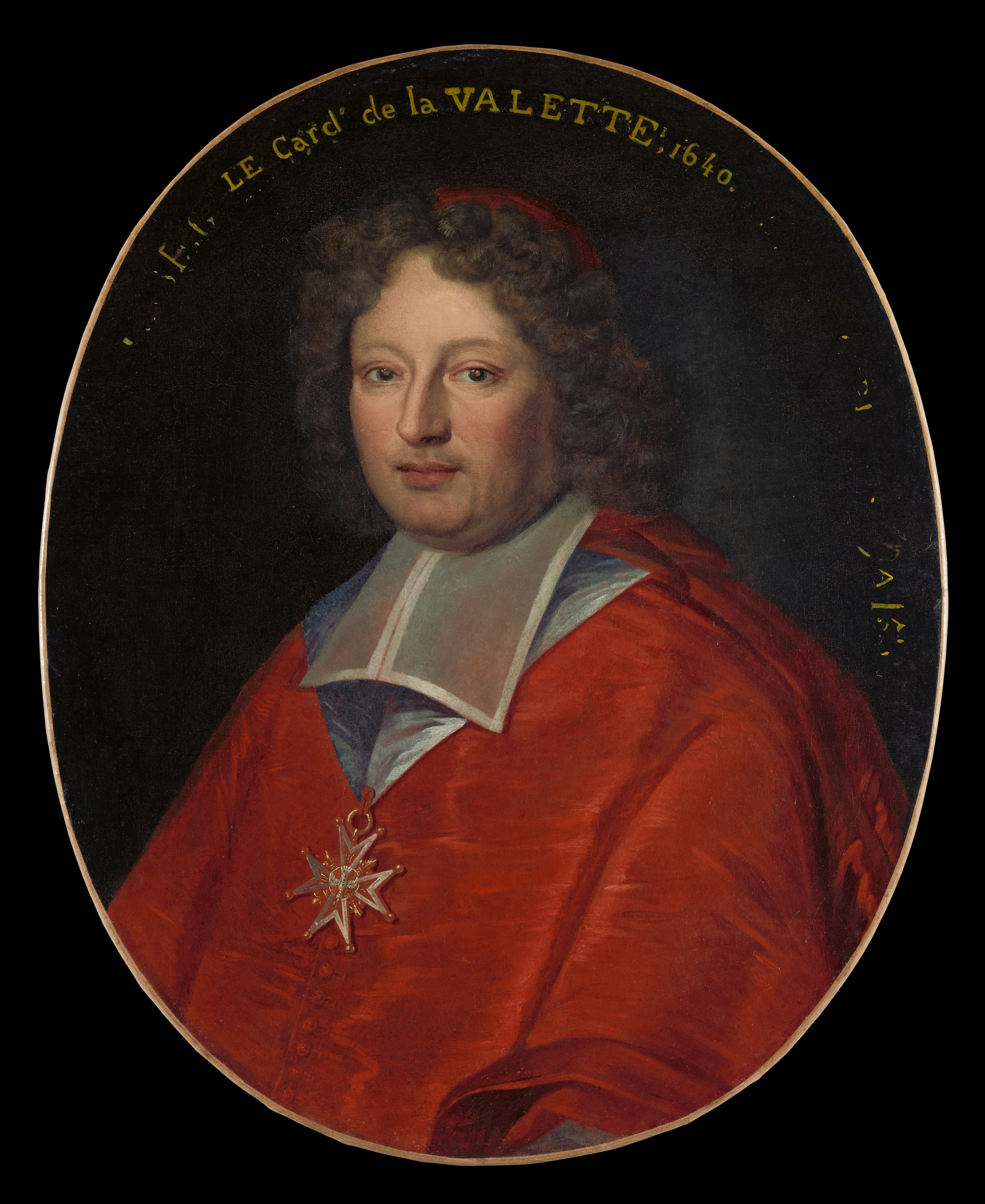
Guillaume-Egon de Fürstenberg.

Sur le plan général de l’Abbaye dressé par Sanvy, en 1723, elle est déjà dénommée et orthographiée « rue de Furstemberg », du nom du cardinal Guillaume-Egon de Fürstenberg (1629-1704), nommé abbé de Saint-Germain-des-Prés en 1697, et la place carrée, qui ne fait pas alors partie de la rue, est appelée « cour des Écuries ».
Il y a eu un flottement entre « Furstemberg » et « de Furstemberg » dans l'usage. Ce dernier odonyme, fixé par la nomenclature officielle de la ville de Paris, contrevient à la règle autrefois en usage d’omettre la particule initiale (« de ») lorsque la voie porte le nom d’une personne (ici d'un cardinal). Ce nom de voie est parfois orthographié à l'allemande, c'est-à-dire avec un « n » et avec le « ü » (u umlaut) : Fürstenberg. C'est néanmoins la graphie francisée qui est l'officielle : « Furstemberg ».
Dans l’usage, le carré arboré situé sur cette voie est parfois fautivement appelé « place de Furstemberg », sa partie centrale ayant la forme d’une place.

## Historique
La voie est ouverte vers 1699 sur le terrain de l'enclos de l’abbaye Saint-Germain-des-Prés, dans la perspective du palais abbatial, Furstemberg souhaitant un accès au palais indépendant de celui de l'abbaye (il fera ouvrir également la rue Cardinale proche). À la fin du XVIIe siècle, c'est l'avant-cour du palais abbatial. Sous la Révolution, elle est nommée « rue de la Paroisse ».
En 1806, la voie est appelée « rue de Wertingen », en mémoire de la bataille de Wertingen, livrée le 8 octobre 1805, où les Français détruisirent un corps considérable d’Autrichiens. En 1815, elle reprit son ancien nom.

## Bâtiments remarquables et lieux de mémoire
La rue comprend en son milieu une placette pittoresque, objet de nombreuses illustrations et photographies. Son périmètre correspond à celui de l’ancienne cour d’honneur et des écuries de l’abbaye. L'abattage d'un paulownia — le plus ancien de Paris — sur la placette en juillet 2023 « suscit[e] un certain émoi parmi les habitants du quartier ».
Les bâtiments des nos 6-8 ont une façade de briques et de pierres récentes réalisées dans les années 1990 inspirées du façadisme, afin de permettre une meilleure intégration au site. Plusieurs artistes y eurent leur atelier.
- No 1 : pilier qui soutenait le portail d’entrée de la rue.
- No 2 : résidence du compositeur russo-américain Alexandre Tcherepnine (1899-1977) ; une plaque lui rend hommage.
  - Un vestige de l’enceinte de l’abbaye de Saint-Germain-des-Prés subsiste dans la cour de l’immeuble. Il s’agit de la « tour dite du Colombier »[8].
  - Étienne Charavay y avait établi sa librairie.
- No 3 ter : résidence de Jean François Asseline (1767-1832), sous-chef au bureau du ministère de la Guerre sous le Premier Empire et sous la Restauration. Il rédige des discours dans les ministères depuis la Révolution[9]. Il y demeure avec sa seconde épouse Anne Nicole Suseron, née en 1785[10], et aussi avec leur fils, Adolphe Asseline (1806-1891), secrétaire du duc Ferdinand-Philippe d'Orléans (1810-1842) et de la duchesse d'Orléans, Hélène de Mecklembourg-Schwerin (1814-1858).
- No 4 : atelier du peintre Balthus de 1933 à 1936.
  - Pilier d’angle sommé d’un pot à feu qui soutenait le portail d’entrée de la cour d’honneur[6].
- No 6 : atelier du peintre Eugène Delacroix de 1857 à 1863, année de sa mort. Delacroix y avait déménagé pour se rapprocher de l'église Saint-Sulpice dont il était chargé de décorer l'une des chapelles[3]. Son atelier fut ensuite repris par Diogène Maillart de 1879 à 1890. Jusqu’en janvier 1866, Frédéric Bazille partagea avec Claude Monet un atelier situé un étage au-dessus, dont il a laissé une peinture intitulée Atelier de la rue Furstenberg (1865, Montpellier, musée Fabre). Il fut question de raser l'endroit pour y construire un garage et Paul Signac, admirateur de Delacroix, se mobilisa pour que l'atelier fût conservé[3]. Le bâtiment abrite aujourd’hui le musée national Eugène-Delacroix. Dans les années 1930-1940, le peintre Maurice Georges Poncelet y eut également son atelier.
- No 8 : ancien atelier de  Charles-Émile Wattier (1838-1868).
Entre les deux guerres s'y installèrent les Ateliers d'art sacré, fondés par George Desvallières et Maurice Denis. Ils seront abandonnés pour laisser place à la Société de Saint-Jean.
- No 8 bis : domicile et atelier de l'artiste peintre Augustine Cochet de Saint-Omer en 1832-1833[11].
- No 8 ter : domicile d'Antoine Étex en 1831[12]. Atelier de l'horloger Kellner en 1835[9].

L'écrivain Jean Anouilh s'y installe à partir de 1914. 

### Au cinéma
- La rue apparaît dans le film Sans laisser d'adresse (1951), de Jean-Paul Le Chanois, avec Bernard Blier et Danièle Delorme.
- L'acteur Louis Jourdan y fait une apparition en chanson dans le film Gigi (1958) de Vincente Minelli.
- Le cinéaste Adolfo Arrieta y a tourné plusieurs scènes de ses films, notamment dans Le Jouet criminel (1969) et Le Château de Pointilly (1972).
- En 1993, Martin Scorsese y tourna la dernière scène de son film Le Temps de l'innocence.
- Le film L'Appartement (1996) de Gilles Mimouni[14].
- Une brève scène du film 99 Francs (2007) de Jan Kounen y est tournée.
- La place centrale apparaît dans Les Animaux fantastiques : Les Crimes de Grindelwald (2019), une fontaine Wallace figurée à la place du lampadaire étant l'entrée du ministère des Affaires magiques français.
- Une des dernières scènes de l'épisode 4 de la saison 4 de la série télévisée Dix pour cent (2020) est tournée de nuit sur la place.

### Dans les arts
La rue a été représentée par de nombreux artistes à travers l'histoire, dont David Hockney, Louis Toffoli, Michel Delacroix et André Renoux.

### Éléments architecturaux

Éléments architecturaux
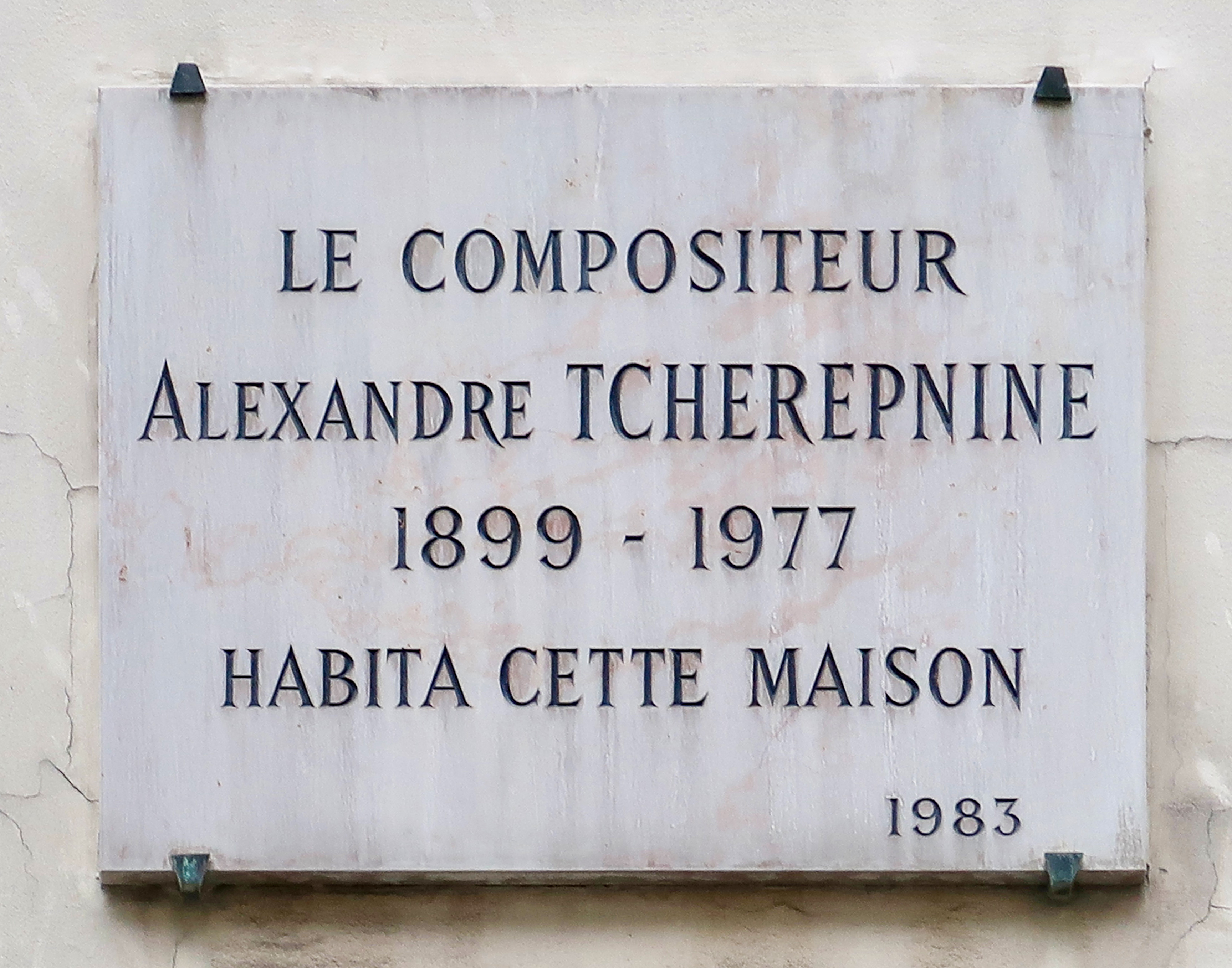
Plaque au no 2.
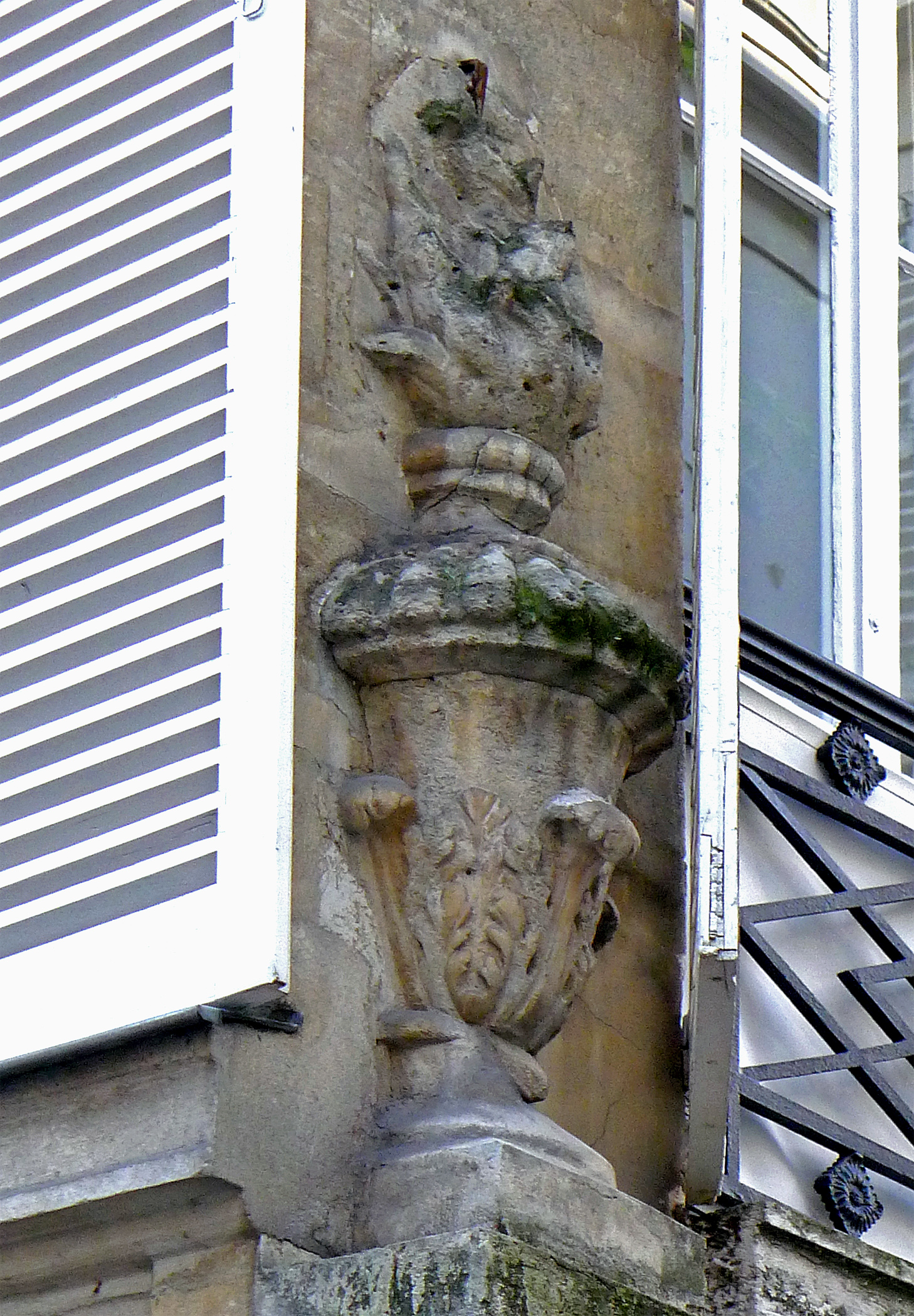
Bas-relief d'un pot à feu à l'angle de la façade du no 4.
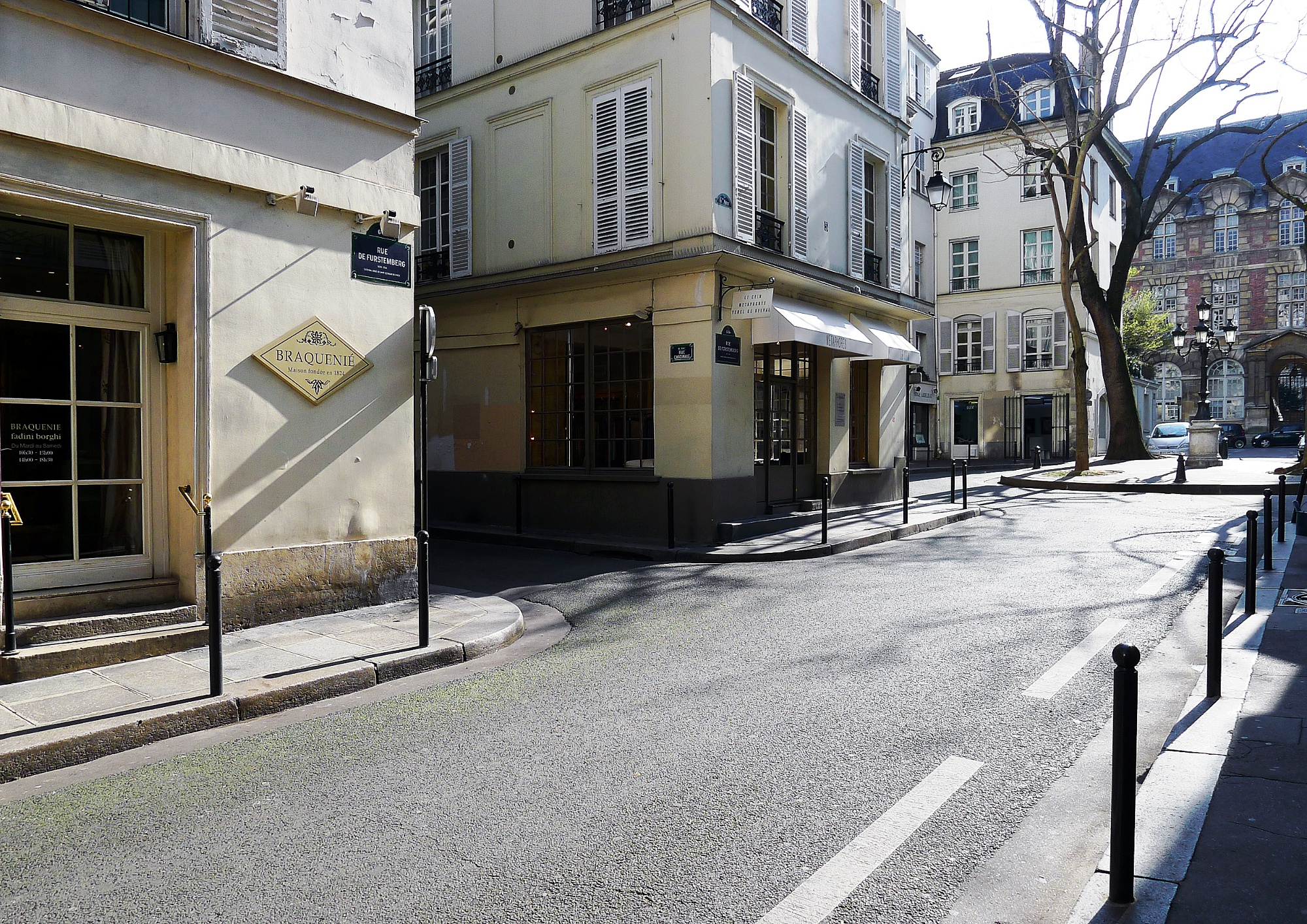
Les nos 3 et 5 de la rue.
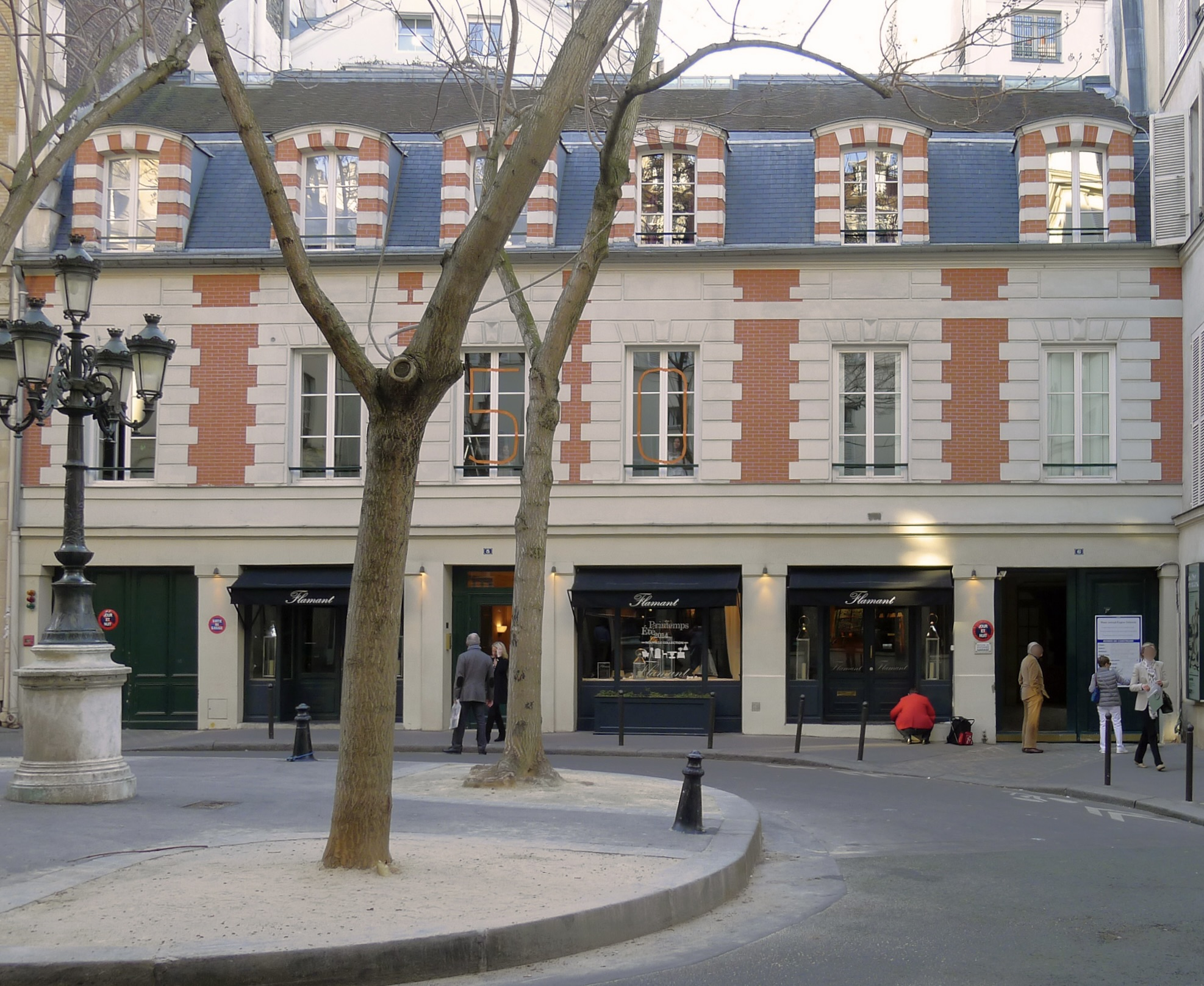
Le musée national Eugène-Delacroix aux nos 6 et 8.
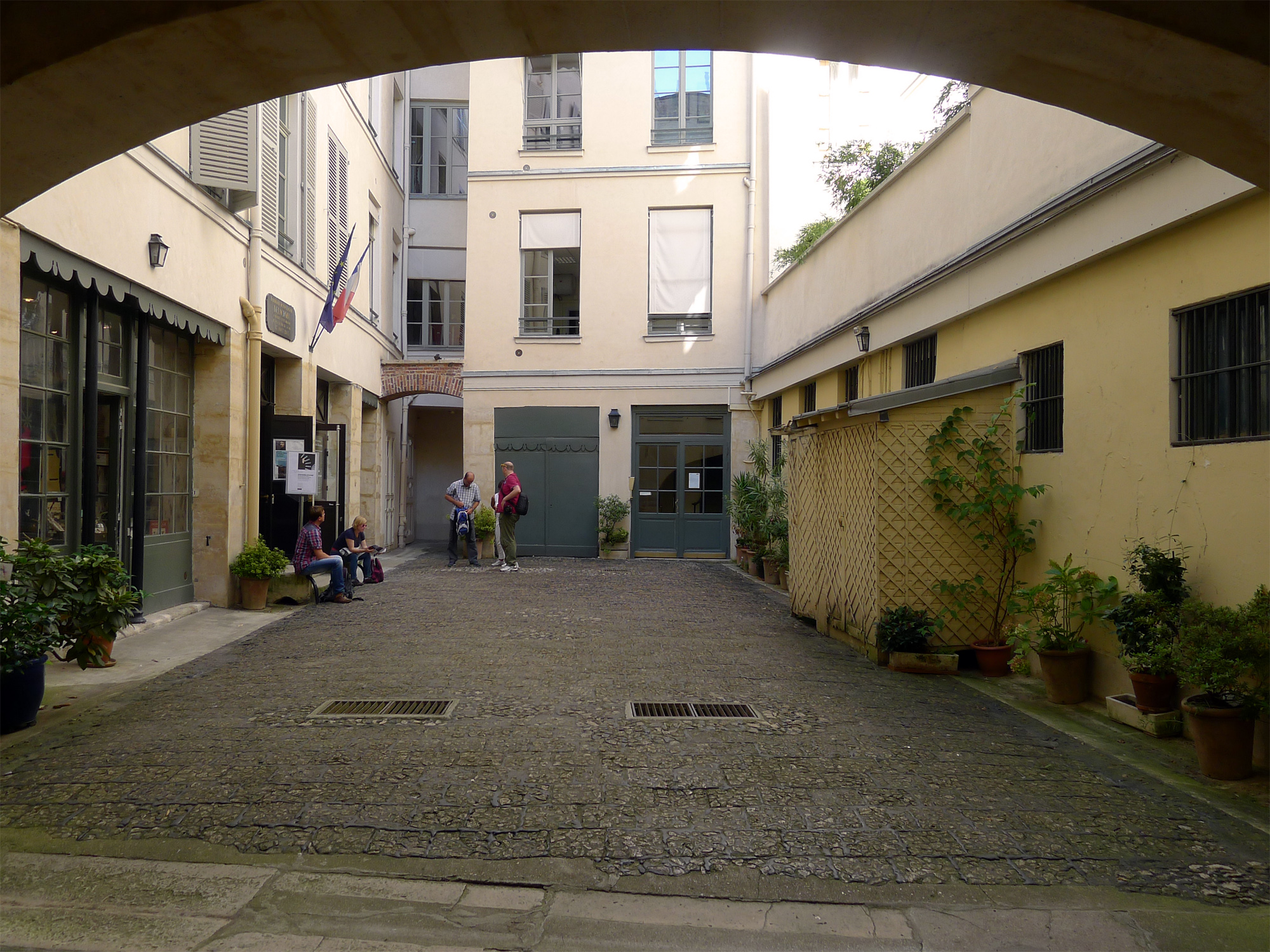
L'entrée du musée, à gauche.
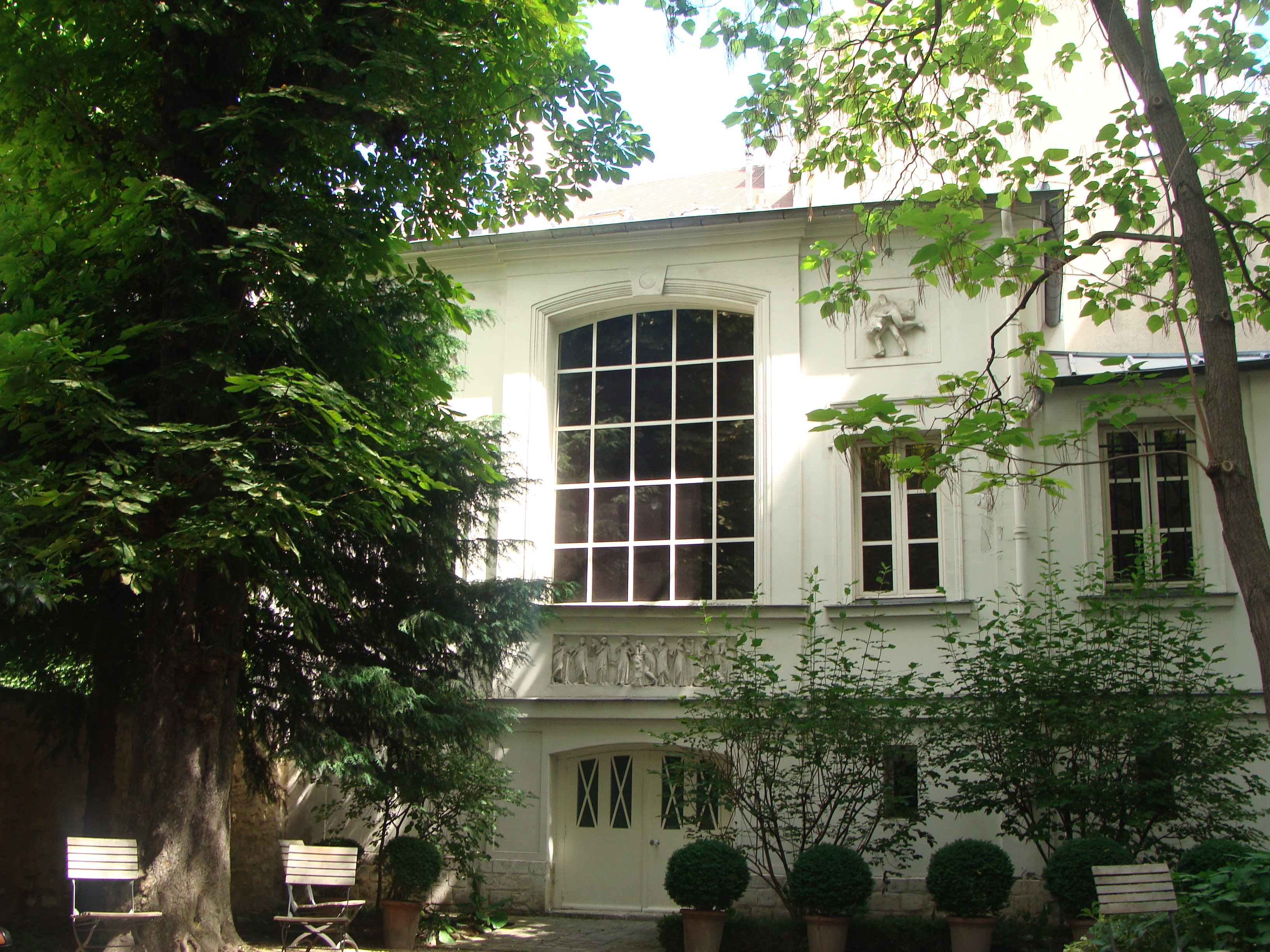
Le musée vu du jardin.
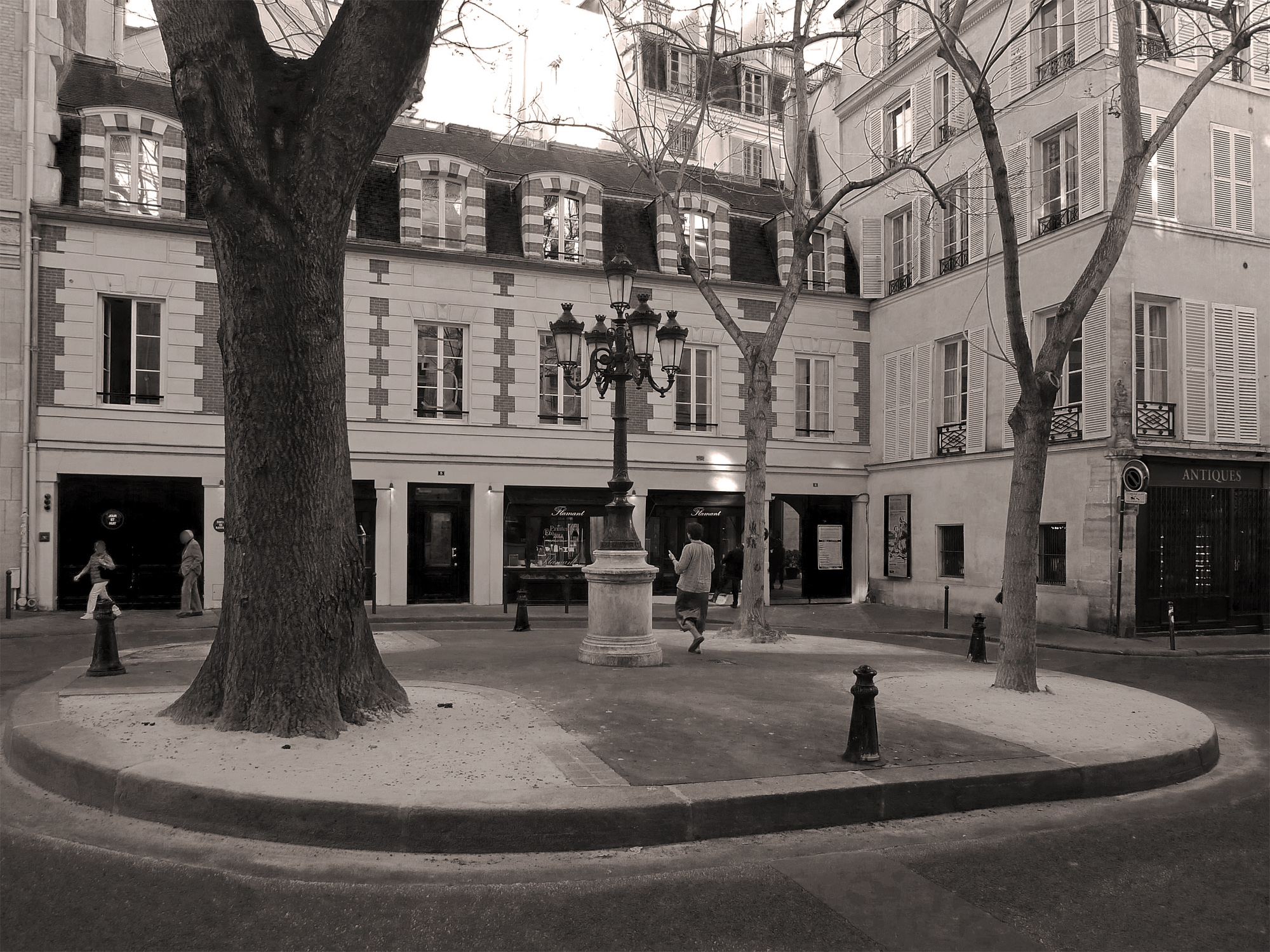
La place centrale avec les paulownias.
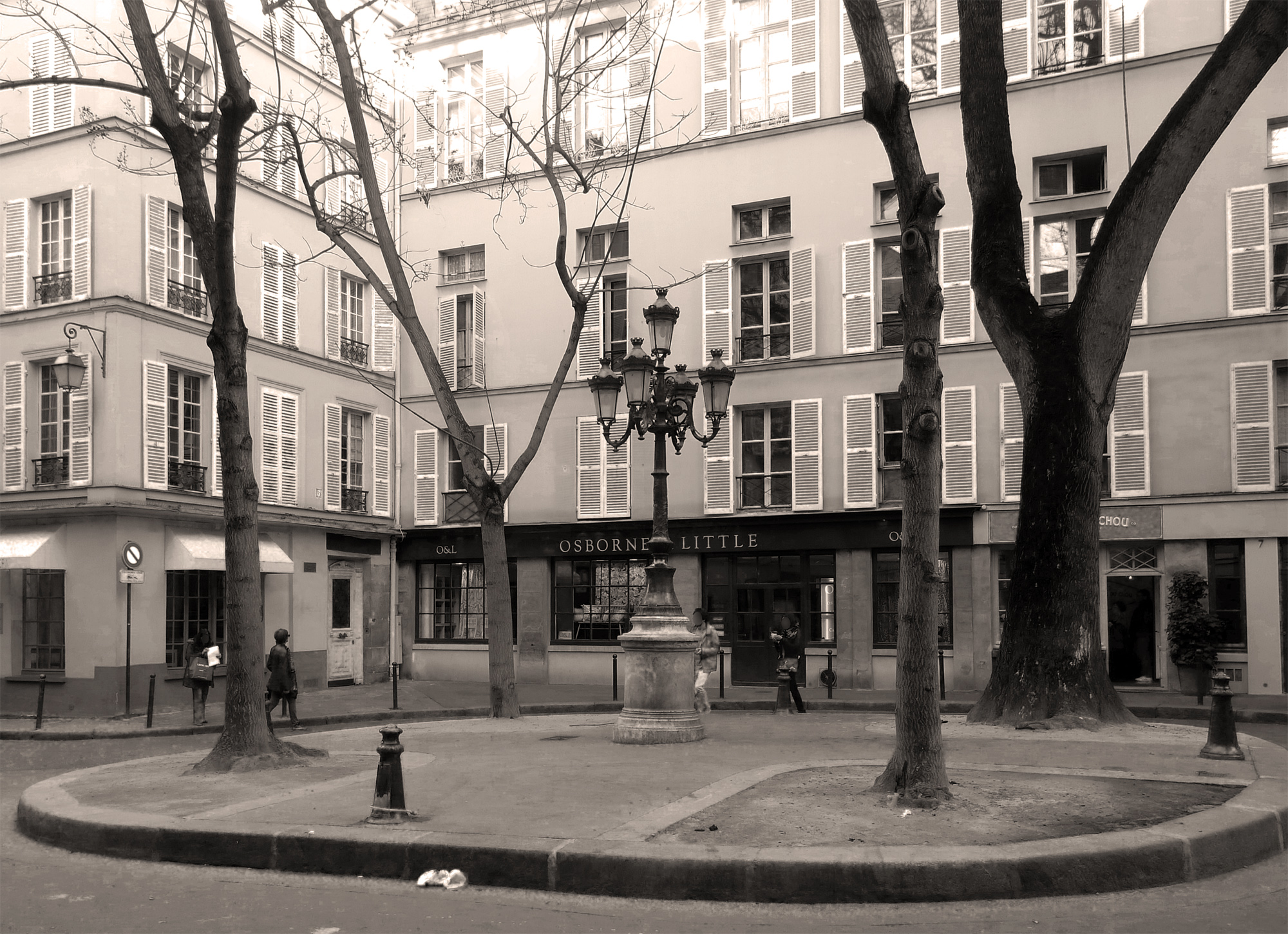
La place centrale.
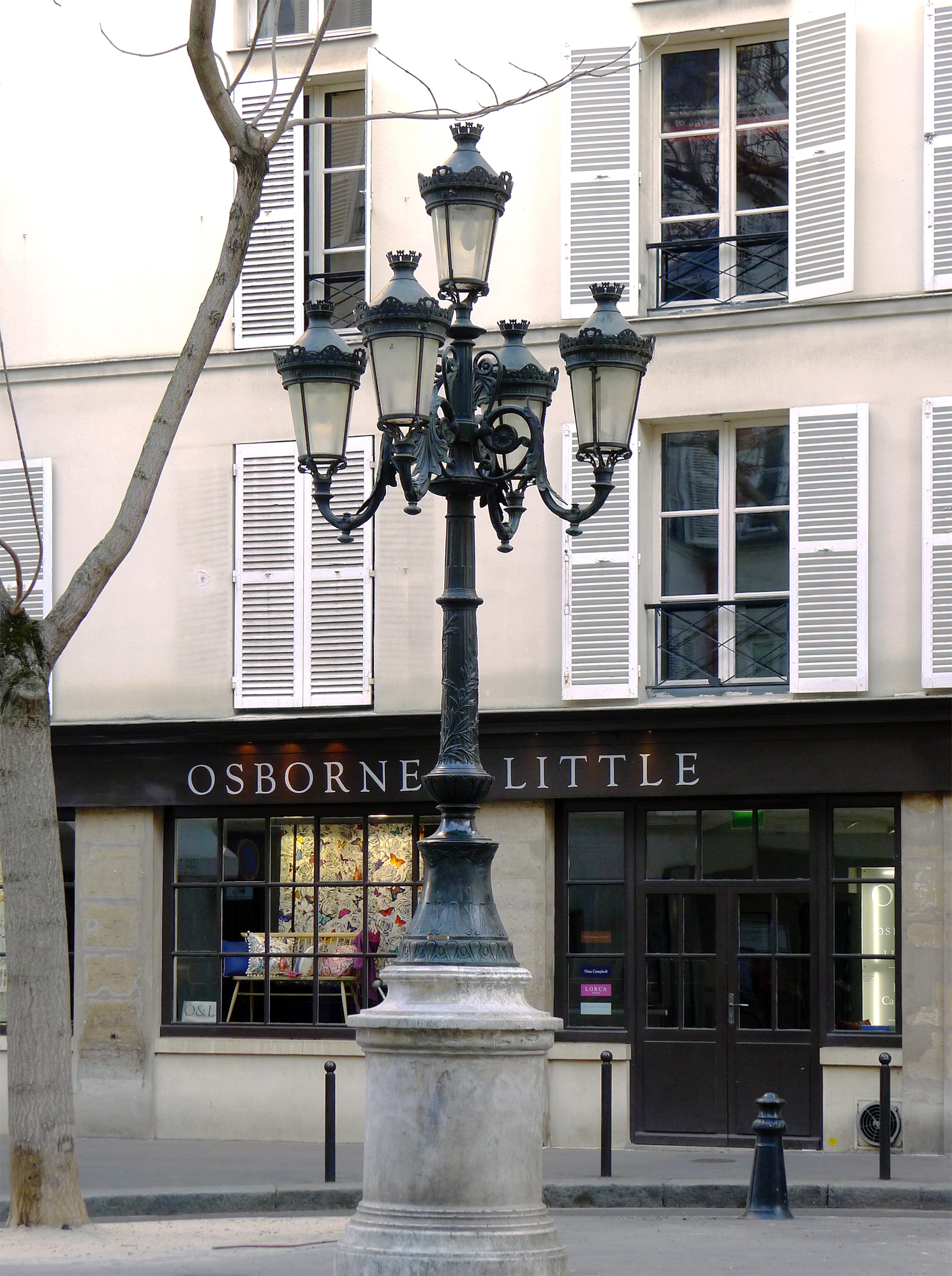
Le lampadaire.
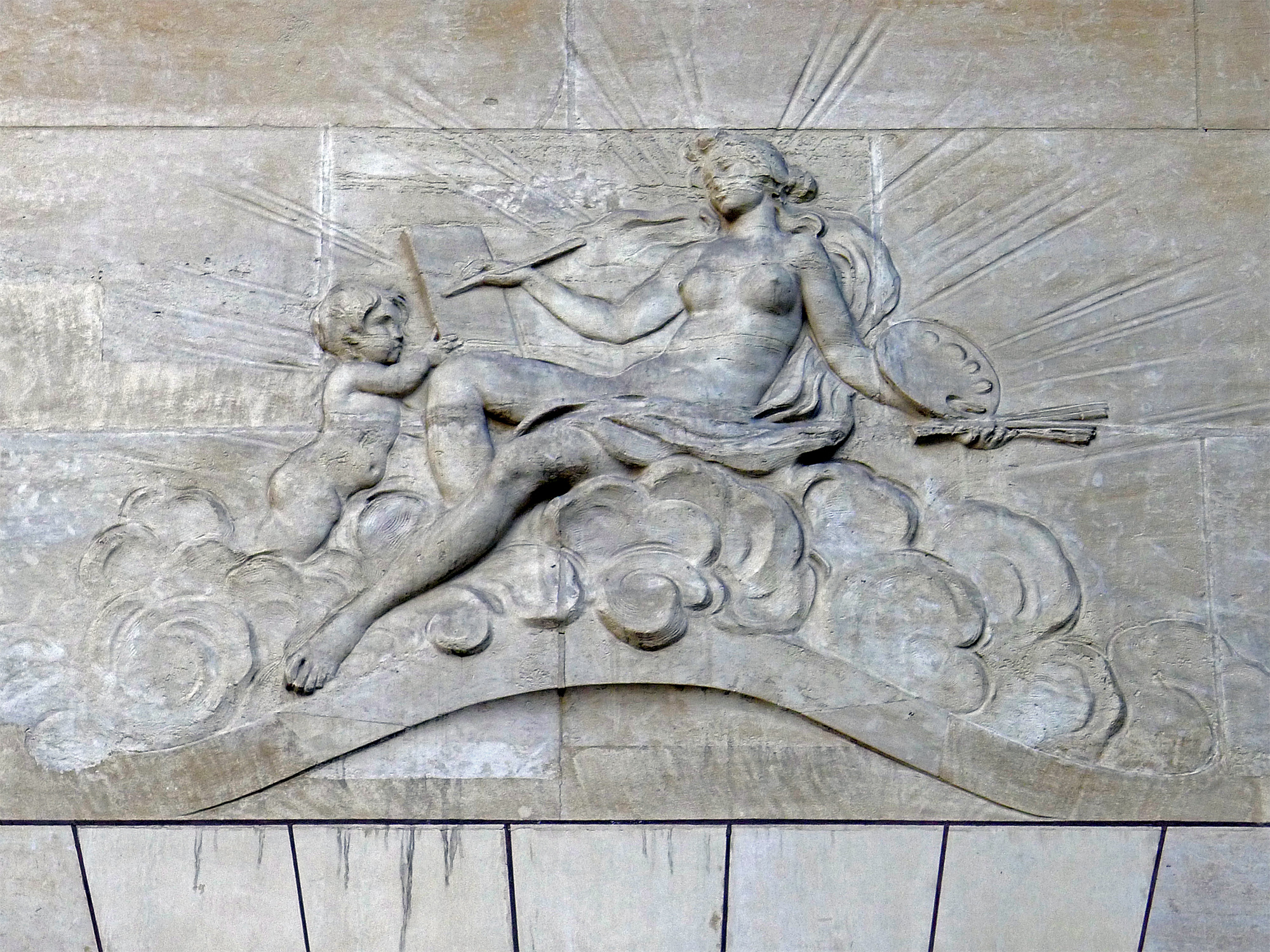
La Peinture, bas-relief ornant la façade du no 10.

## Situation et accès
Le quartier est desservi par la ligne 4 à la station Saint-Germain-des-Prés.

## Prix
Selon le journal Les Échos, la rue de Furstenberg est en 2024 la rue la plus chère de France avec un prix au mètre carré de 24 272 euros.